# 枯渇性資源
枯渇性資源（こかつせいしげん）とは、自然のプロセスにより、人間などの消費速度以上には補給されない天然資源のことである。再生不能資源、非再生資源とも言う。
対義語は、再生可能資源（非枯渇性資源）。

## 概要
枯渇性資源はその名の通り、資源を消費するとその分だけ資源量が減少し、資源量の増加速度が遅いため、使えば使うほど減少していく資源のことである。
エネルギー資源のうち、石油・石炭・天然ガスなどの化石燃料は枯渇性資源である。核燃料物質も枯渇性資源である。
金属や石灰岩類などの鉱物資源はどれも増加速度が遅いため、ほとんどが枯渇性資源である。ただし、鉱物資源はその必要量（消費量）の違いから、可採年数（年間生産量/確認埋蔵量）は鉱物によって大きく異なり、数十年とされているものもあれば、約数十万年分の埋蔵が確認されているような鉱物もある。